# Elizabeth Corday
Elizabeth Corday est un personnage de fiction de la série télévisée Urgences incarné par l’actrice Alex Kingston (doublée en français par Catherine Privat). 
Elle est un des personnages principaux de la série de la saison 4 à la saison 11.

## Personnage

### Parcours
Elizabeth Corday est anglaise. Originaire du Sussex, elle a fait ses études de médecine à Londres avant de partir pour les États-Unis afin de parfaire sa pratique de la chirurgie traumatique. Ses parents sont divorcés de longue date. On apprend que son père est chirurgien lui aussi. Sa relation avec sa mère (incarnée par Judy Parfitt) est difficile, Elizabeth reprochant à cette dernière de ne pas avoir été assez présente pour elle et d'avoir privilégié sa carrière.
Elizabeth apparaît pour la première fois dans le premier épisode de la saison 4 (Direct aux Urgences). Elle débute alors comme interne du Dr Peter Benton, avec lequel elle finit par sortir au cours de la saison 5 malgré des relations professionnelles initialement concurrentes et de ce fait chaotiques. Elle se rapproche de Carol Hathaway et d'Anna Del Amico dont elle devient l'amie.
Sa présence dans la série est marquée par sa relation ambiguë avec le tyrannique Dr Robert Romano, visiblement attiré par elle et lui faisant régulièrement payer l'absence de réciprocité. Elizabeth ne laissera jamais s'installer le doute, mais après la perte de son bras, Romano se confie à elle, ce qui semble les rapprocher. Elle est d'ailleurs la seule au Cook County à être réellement affectée par le décès accidentel de Romano dans la saison 10.
Brillante chirurgienne, Elizabeth est éprouvée par la faute professionnelle qu'elle commet sur le patient Al Patterson, dans la saison 7, dont elle bâcle l'opération, et par les accusations de négligences sur des patients décédés d'infections mortelles dans la saison 8.
Après avoir rompu avec Peter, elle sort avec Mark Greene à partir de la fin de la saison 5 (épisode Apprendre à se connaître). Leur relation gagne en sérieux après le décès du père de Mark, pour lequel Elizabeth éprouvait de l'affection. Au début de la saison 7 (épisode Une mort digne), Mark la demande en mariage dans la maison qu'il veut acheter, ce qu'elle accepte.
Cependant, le bonheur de leur couple est de courte durée. Dans l'épisode Sauve-moi, Mark est pris de violentes migraines et souffre de troubles de la parole. Un scanner révèle qu'il est atteint d'une tumeur au cerveau, alors que le même jour, Elizabeth lui apprend qu'elle est enceinte. Elle accouchera d'une petite fille, Ella. Dans un premier temps, la tumeur de Mark est opérable, mais la rémission n'est pas totale. Lors de la saison 8, Elizabeth rejoint Mark et la fille de celui-ci, Rachel, à Hawaï, où Mark meurt entouré des siens.
Après la mort de Mark, elle décide de repartir en Angleterre travailler dans l'hôpital de son père (interprété par Paul Freeman), mais ne parvenant pas à s'adapter, effectue très rapidement son retour à Chicago. Durant la saison 10, elle entame une liaison avec le Dr Dorset, qui est marié. Nommée chef du service de chirurgie, s'entendant mal avec son nouveau collègue, le Dr Lucian Dubenko, elle quitte finalement le service et la série au début de la saison 11 (épisode Peur), après avoir été rétrogradée pour avoir effectué une greffe sans autorisation.
Elle réapparaît à deux reprises dans la dernière saison de la série, dans les épisodes 12 et 22.